# Матеріалісти (фільм)
«Матеріалісти» (англ. Materialists) — американський романтичний комедійний фільм, сценаристкою та режисеркою якого є Селін Сун. У головних ролях — Дакота Джонсон, Кріс Еванс та Педро Паскаль.
Молода, амбітна нью-йоркська сваха розривається між ідеальною парою та своїм недосконалим колишнім.

## Синопсис
Фільм відкривається сценою з первісними людьми. Чоловік залицяється до жінки, принісши їй сумку кам'яних знарядь і квіти.
У сучасності Люсі Мейсон, яка зазнала невдачі як акторка, працює в Adore — компанії в Нью-Йорку, що організовує сватання. Вона стверджує, що знайде багатого чоловіка, або помре самотня. Її власне одруження здається Люсі дедалі примарнішим через нереалістичні стандарти своїх клієнтів. Її давня клієнтка Софі розповідає про чергову невдачу, і задумується пошукати менш заможного чоловіка. Вони обговорюють як важливий для привабливості чоловіка зріст.
Люсі відвідує весілля колишньої клієнтки. Наречена плаче, відчуваючи, що не кохає багатого чоловіка, та Люсі зрештою вмовляє її продовжити церемонію. На весільному прийомі до Люсі підходить фінансист Гаррі Кастільо, брат нареченого, який підслуховує розмову Люсі з самотніми гостями. Він виявляє до неї інтерес, але вона відкидає його, пропонуючи натомість стати клієнтом Adore. Несподівано Люсі зустрічає свого колишнього хлопця Джона Фінча, який працює офіціантом на весіллі та підробляє актором. Вони згадують свої минулі стосунки, які закінчилися через взаємні фінансові труднощі.
Гаррі наполегливо залицяється до Люсі, водячи її до елітних ресторанів. Спочатку вона сумнівається в щирості його почуттів. Але в міру розвитку їхніх стосунків кращають і справи на роботі в Люсі. Останній партнер Софі, Марк, каже Люсі, що йому сподобалося побачення з Софі, і він хоче продовжити. Впевненість Люсі похитується, коли її начальниця, Вайолет, повідомляє їй, що Марк напав на Софі, тому вона подає до суду на Adore.
Люсі та Гаррі відвідують виставу, в якій грає Джон. Хоча Джону боляче бачити Люсі з іншим, він запрошує їх обох приєднатися до акторського складу. Під час приватної розмови Джон розуміє, що Люсі чимось засмучена, але його спроби втішити дратують її. Люсі вибачається перед Софі за дії Марка, але та гнівається і називає її сутенеркою. Також Люсі помічає, що Гаррі щось від неї приховує.
Готуючись до поїздки до Ісландії з Гаррі, Люсі знаходить обручку в його багажі. Пізніше того ж вечора вона дізнається, що Гаррі переніс операцію з подовження ніг, аби збільшити свій зріст. Він впевнений, що операція зробила його привабливішим, але вважає, що Люсі тепер вважатиме його неповноцінним. Люсі розуміє, що їхні стосунки ґрунтуються на переліку ознак успіху, а не коханні. Вони мирно розлучаються.
Оскільки Люсі здає свою квартиру в оренду, вона відвідує Джона, який пропонує їм поїхати в подорож на гроші, які він заробив за вистави. Люсі вагається, чи поновлювати їм стосунки, але врешті визнає, що переоцінювала важливість матеріального багатства. Раптом до Люсі в паніці телефонує Софі — Марк поблизу, а поліція відмовляється втручатися. Люсі та Джон поспішають назад до міста, виявляючи, що Марк вже пішов. Люсі допомагає Софі подати домогтися заборону Марку відвідувати її. Джон обіцяє Люсі, що зароблятиме більше, і вона погоджується поновити стосунки.
Пізніше Софі починає зустрічатися з новим партнером, підібраним їй Adore. Гаррі також став клієнтом компанії. Вайолет пропонує Люсі підвищення до посади керівника нью-йоркського офісу Adore. Люсі зізнається, що мала намір звільнитися, але погоджується розглянути пропозицію. Під час побачення в Центральному парку Джон робить пропозицію одруження, і Люсі приймає її. Згодом вони, разом з іншими парами, отримують свідоцтва про шлюб.

## Акторський склад
| Актор            | Роль            |
| ---------------- | --------------- |
| Дакота Джонсон   | Люсі            |
| Кріс Еванс       | Джон            |
| Педро Паскаль    | Гаррі Кастільйо |
| Зої Вінтерс      | Софі            |
| Марін Айрленд    | Вайолет         |
| Даша Некрасова   | Дейзі           |
| Луїза Джейкобсон | Шарлотта        |
| Сойєр Спілберг   | Мейсон          |
| Едді Кехілл      | Роберт          |
| Джон Магаро      | Марк П.         |

## Виробництво
Фільм «Матеріалісти» був оголошений у лютому 2024 року. Того ж місяця Deadline повідомив, що продюсери шукають фінансистів, і A24 було залучено як їхнього міжнародного торгового агента та вітчизняного дистриб'ютора, що дозволило фільму знайти інвесторів на європейському кіноринку. IPR.VC співфінансував фільм.
Два тижні по тому видання Deadline повідомило, що Sony Pictures за восьмизначну суму придбала міжнародні права на фільм, за винятком Росії, Китаю та Японії.
Основні зйомки розпочалися 29 квітня 2024 року в Нью-Йорку та завершилися 6 червня. У травні 2024 року було оголошено, що до акторського складу приєднаються Зої Вінтерс, Даша Некрасова, Луїза Джейкобсон та Марін Айрленд. Оператор Шабір Кірхнер зняв фільм на 35-міліметрову плівку, що стало його другою співпрацею з Селін Сун після «Минулих життів» (2023).

## Реліз
Вихід фільму «Матеріалісти» у Сполучених Штатах відбувся 13 червня 2025 року компанією A24, а в міжнародний прокат — 16 серпня 2025 року компанією Sony Pictures Releasing International.

## Сприйняття
На агрегаторі рецензій Rotten Tomatoes 79 % критичних рецензій позитивні. Консенсус вебсайту підсумовує: «Зріла деконструкція традиційної романтичної комедії, „Матеріалісти“ пропонують своєму тріо зірок, що викликають захоплення, деякі з їхніх найсолодших матеріалів, водночас підтверджуючи Селін Сун як сучасну майстриню драм про стосунки». Середньозважена оцінка на Metacritic склала 69 балів зі 100, що вказує на «загалом схвальні» відгуки.